# Plectrocnemia furcata
Plectrocnemia furcata là một loài Trichoptera hóa thạch trong họ Polycentropodidae.